# Glorioso
Pour les articles homonymes, voir Glorioso (homonymie).
Le Glorioso était un navire espagnol de 74 canons qui connut des heures de gloire lors de la guerre de l'oreille de Jenkins.

## Historique
Le Glorioso fut construit en 1740 à La Havane.
Il ramenait au cours de l'année 1747 un total de 4 millions de pesos en argent en Espagne.
Il arrivait aux Açores lorsqu'au travers du brouillard, il distingua un convoi britannique de 15 navires avec 3 navires de guerre en escorte : le navire de ligne Warwick de 60 canons, la frégate Lark de 40 et un brigantin de 20.
Voyant que l'escorte lui était supérieure, et que ses ordres étaient de débarquer les marchandises à tout prix, le Glorioso tenta de se dissimuler dans le brouillard. Vers midi, le brouillard se dissipa et le brigantin s'approcha pour identifier le navire. Il fit des signaux à ses compatriotes, qui lui ordonnèrent d'essayer de le retarder. Le brigantin tira toute la nuit sur le navire espagnol, ce qui obligea les équipages à rester en alerte.
Vers 11 h, le jour suivant, le brigantin s'approcha des siens pour demander des nouveaux ordres. Pedro Messía de la Cerda, le capitaine espagnol, en profita pour faire reposer ses hommes.
Vers 14 h, le navire espagnol se retrouva sans vent et les Britanniques réduisirent la distance.
À 21 h, le Glorioso vira et présenta son flanc aux Britanniques. Le brigantin reçut l'ordre de protéger le convoi et la frégate de ralentir le navire espagnol. Les Britanniques étaient sous les ordres de John Crookshanks, commandant du Lark. En plusieurs salves, le Glorioso mit hors de combat la frégate, qui coula en quelques minutes. Le Warwick attaqua finalement vers 2 h du matin.
Une heure et demie plus tard, le navire britannique perdit pratiquement toutes ses voiles, et le pont fut dévasté, ce qui l'obligea à rompre le combat. Les Espagnols avaient 5 morts et 44 blessés. Obéissant à ses ordres, Pedro Mesia n'acheva pas le navire britannique et poursuivit sa route.
En arrivant au cap Finisterre, une nouvelle escadre britannique apparut.
Elle était formée du navire de 50 canons Oxford, la frégate de 24 Soreham et le brigantin de 20 Falcon. La flotte était aux ordres de John Byng.
Les 3 heures de combat qui s'ensuivirent virent les Espagnols subir de nouvelles pertes, et la flotte britannique se retirer avec de graves dommages et pertes. Le 16 août, le Glorioso entra dans le port de Corcubión et déchargea ses précieuses marchandises. Pedro Mesia voulut aller ensuite à la base navale du Ferrol, mais les vents contraires l'obligèrent à se dérouter au sud et à se diriger à Cadix.
Arrivé au cap Saint-Vincent, il rencontra 4 frégates britanniques affrétées par des corsaires de Bristol, King George, Prince Frederick, Duke et Princess Amelia, qui totalisaient 120 canons et 960 hommes aux ordres de George Walker. Les Espagnols mirent hors de combat en premier la King George. Le Glorioso s'éloigna, mais fut rattrapé par la Prince Frederick, et un nouveau combat s'engagea. Et ce fut à ce moment qu'un nouveau navire britannique, le Darmouth de 50 canons, entra à son tour dans la bataille. Une salve des Espagnols le fit exploser, tuant plus de 300 hommes d'équipage.
Le Russel de 80 canons intervint alors, et avec l'aide des trois frégates restantes, s'acharna sur le Glorioso. Le combat se déroula de minuit jusqu'à l'aube et le Glorioso rendit coup pour coup. Mais, à l'aube, le navire était très endommagé. Il avait 33 morts et 133 blessés, et il décida de se rendre, mais priva les Britanniques de ce qu'ils recherchaient, c'est-à-dire l'argent. Les Britanniques exprimèrent leur admiration pour les Espagnols au cours de tous ces combats, où il s'opposèrent successivement à 4 navires de ligne et 7 frégates pratiquement sans repos, coulant un navire et une frégate, et endommageant sévèrement les autres.
John Crookshanks fut expulsé de la marine à cause de son échec, de même que les officiers de la flotte de Byng.
Le Glorioso ne servit pas dans la marine britannique du fait du mauvais état dans lequel il se trouvait.